# Coramsine
La coramsine (SBP002) était un médicament anticancéreux expérimental qui a été évalué dans des essais cliniques préliminaires, mais a été abandonné par Solbec Pharmaceuticals Ltd après que les résultats aient été insuffisants pour lui permettre de lever des capitaux d'investissement pour poursuivre son développement.

## Composition
La coramsine est un agent chimiothérapeutique et immunomodulateur dont les principaux ingrédients sont deux glycoalcaloïdes de la solasodine, la solasonine et la solamargine, qui sont dérivés de la plante Solanum linnaeanum (Pomme du Diable).

## Histoire
L'étude des glycoalcaloïdes en tant qu'agents anticancéreux potentiels a commencé avec le chercheur du Queensland Bill Cham à la fin des années 1970. Cham a entendu des avis d'agriculteurs selon lesquels l'application topique de la plante de la pomme du diable était efficace pour ralentir la croissance de divers cancers de la peau chez les chevaux et le bétail.
Des études animales, et des études in vitro ont montré des résultats positifs, et Cham a décidé de concentrer sur le développement du mélange de glycoalcaloïdes, breveté sous le nom de BEC, comme crème topique pour le cancer de la peau non mélanomique,,.
En 2000, Solbec Pharmaceuticals Ltd. a acheté une licence des droits de propriété intellectuelle du BEC de Cham et a obtenu de bons résultats contre le mésothéliome péritonéal chez les animaux. Solbec a lancé des essais sur l'homme qui ont également donné des résultats encourageants,. D'autres chercheurs ont également démontré une activité antiproliférative des glycosides stéroïdiens contre les cellules cancéreuses,.
En 2005 et 2006, Solbec a obtenu la désignation de médicament orphelin pour la coramsine par la Food and Drug Administration des États-Unis dans le traitement du carcinome à cellules rénales et du mélanome malin. 2006 a également vu l'achèvement des essais de phase I/IIa et la mise en service des essais de phase IIb qui cibleraient le carcinome à cellules rénales (stade III/IV) et le mélanome malin (stade III/IV), mais en novembre 2006 peu avant leur début Solbec a reporté les essais en raison des inquiétudes de l'Agence régulatrice australienne (TGA) concernant les données précliniques du médicament. Un plan de développement pour la coramsine a été approuvé par la TGA en mai 2007, ce qui a abouti à d'autres études précliniques, qui ont été achevées avec succès en mars 2008. Solbec a cherché en vain un partenaire commercial pour développer davantage la coramsine, abandonnant son développement, en même temps qu'un changement de direction de l'entreprise ainsi que de son nom commercial légal en décembre 2008, à la suite des turbulences du marché américain de l'investissement à la fin de 2008 et de la crise du crédit qui a suivi. La société a par la suite autorisé Bill Cham a la fabriquer à partir de sa société privée à Vanuatu et il la commercialise dans le monde entier via Internet sous le nom de Curaderm BEC5, une crème de solasodine rhamnosyl glycosides (BEC). Curaderm BEC5 n'a été approuvé pour un usage médical par aucun organisme de réglementation.

## Mécanisme d'action
On pense que la cormasine tue les cellules tumorales par lyse cellulaire directe, montrant une sélectivité pour les cellules cancéreuses par opposition aux cellules saines via une protéine de liaison au rhamnose,. La coramsine a également le potentiel de moduler la production d'interleukine-6.